# Землетруси Дашт-е-Баяз і Фердоус (1968)
Землетруси Дашт-е-Баяз і Фердоус сталися в Дашт-Баязі, Кахк і Фердовс, Іран, наприкінці серпня та на початку вересня 1968 року. Головний поштовх становив 7,4 за шкалою величини моменту та мав максимальну сприйняту інтенсивність X (Екстремальна) за шкалою інтенсивності Меркаллі. Пошкодження були серйозними в постраждалих районах: тисячі людей втратили життя під час першої події та багато сотень людей у другій сильній події.

## Тектонічна обстановка
Іранське нагір'я обмежене Туранською платформою на півночі та складчасто-насувовим поясом Загрос і Макранським жолобом на півдні. Аравійська плита зближується на півночі з Євразійською зі швидкістю 35 міліметрів на рік і розповсюджується на 1000 кілометрову зону, що призводить до скорочення та потовщення континенту по всьому плато, з наявністю зсуву та взбросування, а також субдукції на узбережжі Макрана.
У східному Ірані вкорочення забезпечується комбінацією відносно коротких взбросів північно-західного — південно-східного напряму, довгих правосторонніх зсувів північно-південного напряму та коротших лівосторонніх зсувів західно-східного напряму.

## Землетруси

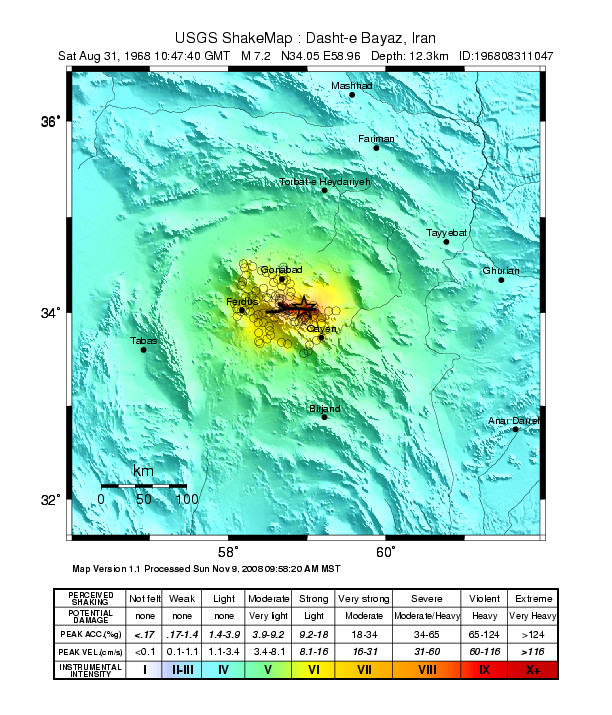
USGS Shakemap для події 31 серпня

Перший землетрус стався 31 серпня 1968 року силою 7,1 за шкалою магнітуд. Фокальний механізм вказує на зсув і спостерігається 80 км розрив поверхні показав, що цей землетрус став результатом руху в західній частині лівостороннього розлому Дашт-е-Баяз, що простягається із заходу на схід. Найбільший спостережуваний лівобічний косейсмічний зсув становив близько 4,5 м, причому 2 м є середнім спостережуваним зміщенням. Західний кінець розлому Дешт-е-Баяз розірвався, що спричинило ще один сильний землетрус у 1979 році.

## Пошкодження
Головний поштовх знищив п'ять сіл у районі Дашт-е-Баяз і щонайменше половину будівель ще в шести селах від Кахк до Сараяна. Сильний афтершок 1 вересня силою 6,4 за шкалою магнітуд на цей час зруйнував Фердоус. Понад 175 сіл були зруйновані або пошкоджені під час цього землетрусу.

## Подальше читання
- Ambraseys, N.; Tchalenko, J. S. (1969), The Dasht-e Bayāz (Iran) earthquake of August 31, 1968: A field report, Bulletin of the Seismological Society of America, 59 (5): 1751—1792, Bibcode:1969BuSSA..59.1751A, doi:10.1785/BSSA0590051751
- Crampin, S. (1969), Aftershocks of the Dasht-e Bayāz, Iran, earthquake of August, 1968, Bulletin of the Seismological Society of America, 59 (5): 1823—1841, Bibcode:1969BuSSA..59.1823C, doi:10.1785/BSSA0590051823, архів оригіналу за 2 грудня 2014, процитовано 6 вересня 2014